# Enslaved
Enslaved est un groupe de black metal norvégien, originaire de Haugesund, et fondé en 1991.

## Biographie

### Formation et débuts (1991–2002)
Enslaved est formé en Norvège en 1991 par Ivar Bjørnson et Grutle Kjellson. Le batteur Trym Torson les rejoint et dans le courant de l’été 1992 et ils enregistrent leur première démo. Alors qu’ils travaillaient sur leur premier album, le groupe sort un split avec Emperor, Hordanes Land. Pour des circonstances tragiques, le premier album Vikingligr veldi est repoussé jusqu’au printemps 1994. Cet album faillit ne jamais voir le jour : initialement prévu sur Deathlike Silence Production en 1993, sa sortie est repoussée par le meurtre d’Euronymous, propriétaire de DSP, ce qui est l'un des événements qui mit le black metal à la une des journaux pour des raisons autres que musicales. Le label norvégien Voice of Wonder prit le contrôle de DSP après la mort d’Euronymous, et l'album put sortir. L'album est d'ailleurs dédié à Øystein « Euronymous » Aarseth.
Enslaved change alors de label pour le français Osmose Productions, et Frost sort fin 1994. Enslaved commence à se faire connaître en dehors des cercles black metal de l’Europe du Nord. Cela mena au Winter War Europe Tour ’95, et à la première tournée d’un groupe extrême norvégien en Amérique du Nord. Ces tournées furent un grand succès, mais Trym décide de joindre Emperor peu après. Eld, qui deviendra très vite une référence dans la carrière d'Enslaved, est enregistré avec le batteur Harald Helgeson en 1997. Malgré les talents de ce dernier, travailler avec Harald n’était pas une solution permanente. Le groupe embauche donc Dirge Rep et Roy Kronheim, et enregistrent le successeur d’Eld : Blodhemn, en 1998. Le disque Mardraum – Beyond the Within marque un point important pour la carrière du groupe, et envoie des ondes de choc dans la scène du metal extrême. Le disque est en effet très expérimental et innovant. Le groupe continue son travail et sortit Monumension en 2001, et une fois de plus, le groupe est surpris de constater que les réponses à leurs expérimentations sont très positives. 

### IsaetRuun(2002–2009)
Après un retour au Royaume-Uni en mars 2002, Roy Kronheim doit quitter le groupe. Ce dernier continue néanmoins de travailler sur le nouvel album, qui était un mélange de l’ancien Enslaved (le côté black metal) et du nouveau (les expériences et le côté progressif de la musique). Below the Lights, enregistré en 2002, sort l’année suivante. Ce disque présente le mélange parfait de la puissance, des traditions, d’éléments progressifs et d’une sombre psyché. Le processus de composition et le dur travail ont raison du batteur Dirge, qui quitte le groupe. Un nouveau line-up est mis en place durant et après l’enregistrement de Below the Lights, et le groupe comprend désormais Cato Bekkevold (le fondateur de Red Harvest), Arve Isdal et Herbrand Larsen. Avec tous ces changements, Enslaved atteint de nouveaux sommets durant ses performances live, et leur ajoute des éléments visuels importants tels que des projections vidéo. Kerrang!, le magazine anglais, récompense leur performance à l’Inferno 2004 avec une note de 5/5[réf. nécessaire].
Le nouveau line-up enregistre Isa durant l’automne 2004, et le disque sortit en octobre 2004 (février 2005 aux États-Unis). Cet album reçut d’exceptionnelles chroniques partout (sauf en Finlande) et place Enslaved en premier plan sur la scène du metal extrême contemporaine. Une tournée européenne avec leurs compagnons norvégiens Vreid ont lieu en février et mars 2005. Cette tournée est récompensée avec de bonnes chroniques et de bons concerts[réf. nécessaire]. Durant la tournée, Enslaved reçut un Grammy norvégien et l’Alarm Price pour Isa. Le groupe apparait à des festivals durant 2005, et tourna aux États-Unis fin 2005, puis sort un DVD Return to Yggdrasil. 
Le succès d’Isa et le nouveau line-up permet à l'inspiration de venir, et des plans sont faits rapidement pour l'enregistrement d'un nouvel album. L'album Ruun, qui reçoit d'excellentes critiques, sorti en 2006, et est suivi par des apparitions dans de nombreux festivals l'été, puis une tournée européenne en septembre. Ruun reçoit de nombreuses excellentes critiques de magazines et de sites internet du monde entier. Début 2007 Enslaved s'embarque pour une tournée d'un mois aux États-Unis et au Canada, partageant la tête d'affiche avec Dark Funeral. Entre-temps, en Norvège, Ruun est récompensé par un second Grammy norvégien pour le meilleur album metal 2006. La tournée américaine rencontre tellement de succès qu'une seconde est organisée immédiatement, et le Enslaved World Tour Part II visite les États-Unis en novembre 2006, après quelques concerts à des festivals et d'autres concerts qui sont annoncés courant 2007.

### VertebraeetÖnd - A tribute(depuis 2010)
Depuis Enslaved édite un nouvel album Vertebrae qui remporte lui aussi le Grammy norvégien, du meilleur album de metal, et sort depuis Axioma Ethica Odini en 2010 et l'EP téléchargeable gratuitement The Sleeping Gods l'année suivante.
Un album hommage Önd - A Tribute est sorti en 2012 pour les 20 ans du groupe et retrace sur 20 titres la discographie de la démo Yggdrasil à Vertebrae, avec des reprises de formations telles que Dordeduh, Fen, Belenos, Vreid et Wodensthrone.
Le claviériste Herbrand Larsen annonce son départ du groupe en décembre 2016.

## Musique et influences
Enslaved a débuté en 1994 avec du black traditionnel, et l'ambiance glaciale et les synthétiseurs de Frost rappellent le viking metal de Bathory. Mais c'est à la sortie de Below the Lights (2003) que l'on ressent un véritable changement dans leur musique. Après la sortie de cet album, le groupe se laisse de plus en plus tenter par l'expérimentation en ajoutant des éléments de rock progressif et de jazz.
Kjellson ne définit pas la musique d'Enslaved comme du "black metal", leurs textes ne traitant pas du satanisme. De plus, le groupe aime passer du temps sur le mixage pour avoir un son puissant, ce qui n'est pas la première préoccupation des groupes de black metal, surtout durant la deuxième vague.
Dans leurs influences les plus importantes, Kjellson cite du rock progressif (les premiers albums de Genesis, Pink Floyd, Rush...), du death metal (Carcass, Autopsy, Celtic Frost), du black metal (Darkthrone, Bathory, les débuts de Mayhem...) et également du jazz.

## Membres

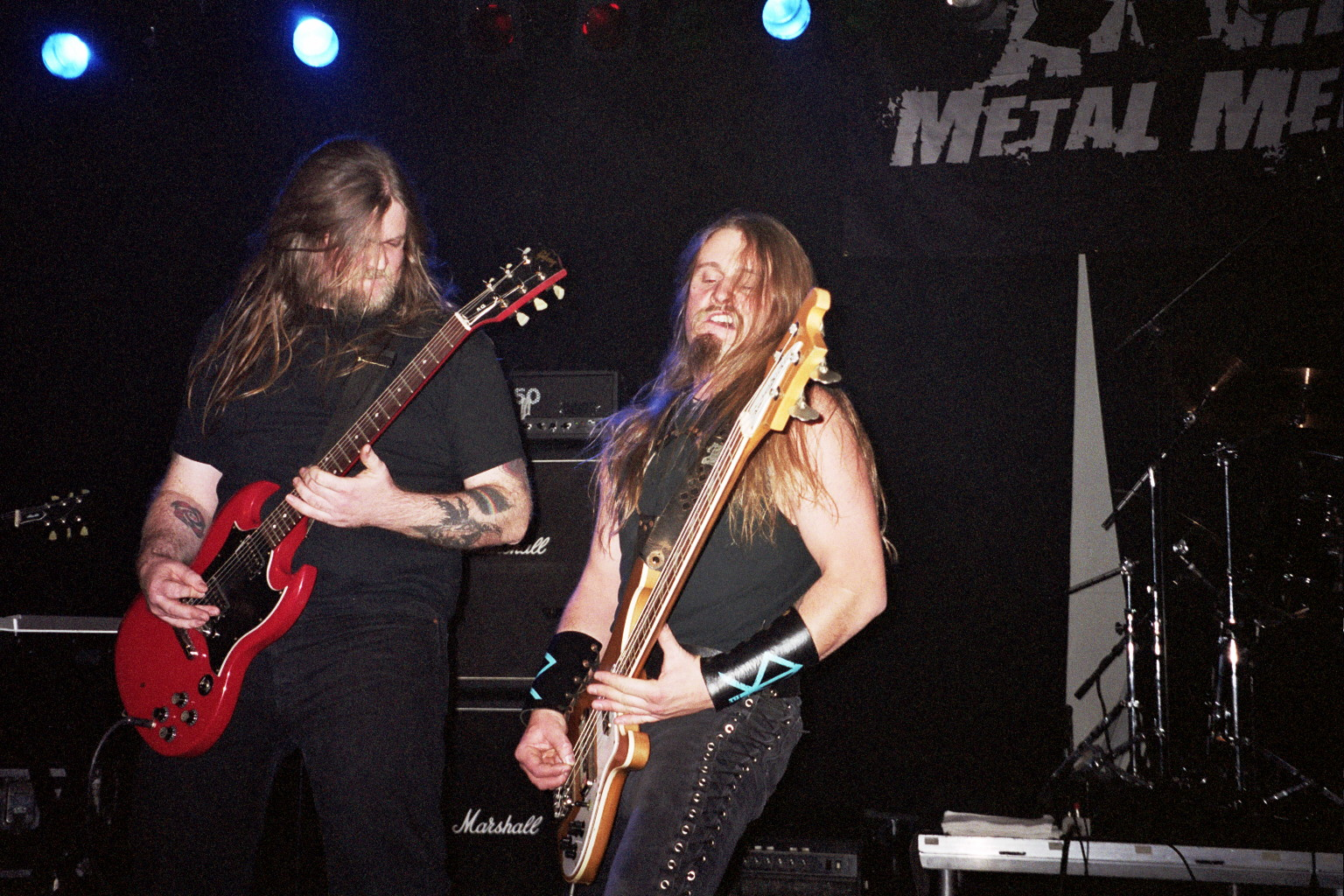
Enslaved au Arnhem Metal Meeting 2005 aux Pays-Bas.
Ivar (à gauche) et Grutle.

### Membres actuels
- Grutle « Kjellson » Kjetil – chant, basse (depuis 1991)
- Ivar « Bjørnson » Peersen – guitare (depuis 1991)
- Arve Isdal – guitare (depuis 2002)
- Håkon Vinje – claviers, chant (depuis 2017)
- Iver Sandøy – batterie, chant (depuis 2018)

### Anciens membres
- Trym Torson – batterie (1991–1995)
- Harald « Helgeson » Magne Revheim – batterie (1995-1997)
- Per « Dirge Rep » Husebø – batterie (1997-2002)
- Richard Kronheim – guitare (1997-2002)
- Herbrand Larsen – claviers (2004-2016)
- Cato Bekkevold – batterie (2003-2018)

## Discographie

### Albums studio
- 1994 : Vikingligr Veldi
- 1994 : Frost
- 1997 : Eld
- 1998 : Blodhemn
- 2000 : Mardraum - Beyond the Within
- 2001 : Monumension
- 2003 : Below the Lights
- 2004 : Vikingligr Veldi / Hordanes Land
- 2004 : Isa
- 2006 : Ruun
- 2008 : Vertebrae
- 2010 : Axioma Ethica Odini
- 2012 : RIITIIR
- 2015 : In Times
- 2016 : The Sleeping Gods - Thorn (compilation de deux EPs)
- 2017 : E
- 2020 : Utgard
- 2023 : Heimdal

### Albums live
- 2017 : Roadburn Live

### Démos
- 1991 : Nema (tirage limité à 50 exemplaires)
- 1992 : Rehearsal '92 (tirage limité à 33 exemplaires)
- 1992 : Yggdrasill

### EP
- 1993 : Hordanes Land
- 2011 : The Sleeping Gods

### Splits
- 1993 : Hordanes Land
- 1995 : The Forest is My Throne / Yggdrasill

## Vidéographie

### Clips
- 2004 : Isa (clip)
- 2005 : Return to Yggdrasil (DVD)
- 2008 : The Watcher, tiré de Vertebrae, dirigé par Patric Ullaeus

## Récompenses
- 2004 : Grammy norvégien (Spellemannsprisen) du meilleur album metal (Isa)[2].
- 2005 : Alarm Price (Isa).
- 2006 : Grammy norvégien (Spellemannsprisen) du meilleur album metal (Ruun)[3].
- 2008 : Grammy norvégien (Spellemannsprisen) du meilleur album metal (Vertebrae)[4],[5].